# Stazione di Terahara
La stazione di Terahara (寺原駅?, Terahara-eki) è una stazione ferroviaria di Toride, città della prefettura di Ibaraki e servita dalla linea Jōsō delle Ferrovie del Kantō.

## Linee
Ferrovie del Kantō
● Linea Jōsō

## Struttura
La stazione è dotata di due marciapiedi laterali con due binari passanti in superficie..
| 1 | ■ Linea Jōsō | per Toride                         |
| 2 | ■ Linea Jōsō | per Moriya, Mitsukaido e Shimodate |

## Stazioni adiacenti
| «            | Servizio      | »           |
| Linea Jōsō   | Linea Jōsō    | Linea Jōsō  |
| ------------ | ------------- | ----------- |
| Nishi-Toride | Locale Rapido | Shin-Toride |